# Rugby (Honegger)
Rugby ist ein sinfonischer Satz (Mouvement symphonique no. 2, H. 67) von Arthur Honegger für Orchester, der die Sinneseindrücke bei einem Rugbyspiel widerspiegelt. Es ist René Delange gewidmet. Satzbezeichnung ist Allegro, die Spieldauer beträgt je nach Spielgeschwindigkeit knapp acht Minuten.

## Hintergrund und Entstehung
Honegger spielte bereits im Alter von sechs Jahren Rugby. Diese Sportart empfand er als direkter, natürlicher als das Fußballspiel, seine Faszination galt der Unordnung und Wildheit des Rugby. Das Stück thematisiert somit zwar ein Rugbyspiel, ist dabei aber laut Honegger keine Programmmusik im eigentlichen Sinne, sondern vielmehr eine Verarbeitung von Impressionen eines Matches und eine musikalische Nacherzählung von Bewegungen, Angriff und Gegenangriff. Honegger nennt dabei ein nicht näher definiertes Match im Stade de Colombes. Das Stadion im besagten Colombes liegt quasi vor den Toren Paris und war über lange Zeit Austragungsort unzähliger Rugbypartien, darunter auch der Rugbywettkämpfe bei den Olympischen Sommerspielen 1924.
Rugby ist nicht Honeggers erstes Werk mit sportlichem Charakter: Bereits 1923 erschien Skating Rink, eine Symphonie choréographique. Für Honegger gab es zwischen Sport und Musik eine direkte innere Verbundenheit, die sich vornehmlich in der Bewegung als Antrieb der Musik zeige. Zugleich sei der Sport voll von Gesten, so wie letztlich auch die Musik voll von Gesten ist. Nicht zuletzt seien Gefühle und Abläufe während einer musikalischen Aufführung ähnlich denen während eines Matches. „Für seine dem Sport gewidmeten Kompositionen“ wurde Honegger später, im Jahr 1954, eine Goldmedaille vom Verband der Schweizer Sportjournalisten zuerkannt. Da er am Tag der Preisverleihung in Lausanne erkrankt war, nahm stellvertretend Jean Binet die Auszeichnung entgegen.
Das Werk wurde August bis September 1928 in Paris bzw. Montfort-l’Amaury komponiert. Die Uraufführung erfolgte am 19. Oktober 1928 im Pariser Théâtre des Champs-Élysées beim ersten Konzert des Orchestre symphonique de Paris unter der Leitung von Ernest Ansermet.  Dieser dirigierte auch die Schweizer Uraufführung am 9. Dezember 1928 mit dem Orchestre de la Suisse Romande in der Genfer Victoria Hall. Die Partitur mit zugehöriger Studienpartitur erschien 1928 bei Sénart, 1929 folgte dort eine Klavierfassung aus der Hand des Komponisten. Das Autograph zur Partitur befindet sich in der New Yorker Pierpont Morgan Library, dasjenige zum Klavierauszug im Archiv der Basler Paul-Sacher-Stiftung.

## Musik
Honegger schreibt für Rugby eine Orchesterbesetzung bestehend aus einer Pikkoloflöte, zwei Flöten, zwei Oboen, einem Englischhorn, zwei Klarinetten, einer Bassklarinette, zwei Fagotten, einem Kontrafagott, vier Hörnern, drei Trompeten, drei Posaunen, einer Tuba sowie Streichern vor.
Inhaltlich und thematisch kann eine Ähnlichkeit zum ersten „sinfonischen Satz“ Pacific 231 erkannt werden, der eine Eisenbahnfahrt mit musikalischen Mitteln darstellt: Anstelle der mechanischen Kraft der Lokomotive tritt nun das bunte Treiben des Rugbyteams. Ist die Musik bei Pacific 231 noch formal streng aufgebaut, weicht sie bei Rugby einer freieren Fantasie in Form eines Rondos mit Variationen.
Harry Halbreich erkennt in diesem Rondoaufbau die Stationen eines Rugbymatches: Eine elftaktige Einleitung führt direkt in die „erste Halbzeit“ (Takte 12–121): Das erste Thema wird in den Posaunen angedeutet. Es entspinnt sich eine erste Episode vornehmlich in Streichern und Holzbläser, bevor das erste Thema vollständig und mit großer Strahlkraft ausgebreitet wird. Nach einer kurzen Rückkehr der Einleitung beginnt die „zweite Halbzeit“ (Takte 127–259) mit dem zweiten Thema zunächst als Streichergesang, dann mit Flöten und Hörnern im Verbund. Eine „pointillistische“ zweite Episode entwickelt sich in den tiefen Holzbläsern, bevor das zweite Thema wieder kurz in den Bratschen und Violinen erklingt. Eine längere dritte Episode jagt allmählich durch das gesamte Orchester, woraufhin das erste Thema erneut von den Posaunen angestimmt wird. Abermals wird in drei Takten an die Einleitung erinnert – dies als eine Art Überleitung zur „Verlängerung“ (Takte 263 bis 284), wo nun motivisches Material aus den Episoden sowie das erste Thema verarbeitet werden. In den Takten 285 bis 291 bringt eine Coda Rugby zu einem fulminanten Abschluss.
Rugby ist durch ein stetiges Wechselspiel gekennzeichnet, in dem sich zwei Parteien des Orchesters ihre Themen und Motive wie einen Rugbyball gegenseitig zuwerfen. So entsteht eine komplexe polyrhythmische Struktur, die den Eindruck eines rastlosen Kampfes weckt, in dessen Verlauf jede Partei versucht, die Oberhand zu gewinnen. Dies wird zum Ausdruck gebracht durch ein stetiges Gegeneinanderagieren verschiedener musikalischer Mittel, darunter Sechzehntelläufe, Staccato-Passagen, ratternde Triolen, synkopierte Rhythmen, ein ausschließliches Forte und nicht zuletzt das rasche, nie abreißende Tempo. Auch das Gedränge wird durch dieses enge polyphone Geflecht symbolisiert.